# Ruta Belgraniana en Misiones
La Ruta Belgraniana en Misiones ubica y señala los lugares que recorrió la Expedición de Belgrano al Paraguay y a la Provincia de Misiones (1810-1811), tanto en el trayecto de llegada como en el de regreso. Se identifican los sitios relacionándolos con la acción de Belgrano, para revalorizarlos y constituir un circuito histórico, cultural, turístico y patrimonial. 

### La expedición de Belgrano al Paraguay y a Misiones
El 4 de septiembre de 1810 la Junta de Gobierno decidió enviar una expedición militar a la Banda Oriental  a cargo del vocal Dr. Manuel Belgrano, para detener la ofensiva contrarrevolucionaria del gobernador de Montevideo. Ante el insistente pedido de auxilios por parte del gobernador Tomás de Rocamora para sostener la revolución en Misiones, la Junta ordenó a Belgrano dirigirse hacia allí antes de ir a Montevideo. Así, el 22 de septiembre se dictaron las instrucciones, ampliando el radio de operaciones de su expedición, pues debía auxiliar primero a los pueblos de Misiones, dispersando a los paraguayos, después cruzar al Paraguay y cuando estuviera pacificado marcharía a hacerse cargo del ejército en la Banda Oriental.
Desde Buenos Aires la expedición de Belgrano se dirigió a San Nicolás y luego a Santa Fe. El 9 de octubre de 1810 llegó a La Bajada (Paraná), allí recibió comunicación del gobierno, que le enviaba doscientos patricios y también que ponía a su disposición las milicias que tenía el gobernador de Misiones, Rocamora, en el pueblo de Yapeyú. Siguió Belgrano hacia Curuzú Cuatiá; llegó el 7 de noviembre a este lugar, y el 16 de ese mes lo erigió formalmente como pueblo.  Allí nombró a Rocamora maestre general de cuartel y le ordenó que viniese por aquel camino a reunirse con él.

### Recorrido desde el río Corrientes hasta el cruce del río Paraná
Caaguazú: De Curuzú Cuatiá marchó hacia Caaguazú, para pasar el río Corrientes. El cruce se efectuó entre el 20 y 22 de noviembre de 1810:
```
“Salí de Curuzú Cuatiá con todas las divisiones reunidas, dirigiéndome al río de Corrientes, al paso que se llama Caaguazú...  solo encontramos muy malas canoas que nos habían de servir de balsas para pasar la tropa, artillería y municiones; felizmente la mayor parte de la gente sabía nadar y hacer uso de lo que llamamos pelota, y aún así tuvimos dos ahogados y algunas municiones perdidas por la falta de balsa. Tardamos tres días en este paso”
. (Belgrano, 2003, pp. 15-16)
```

Concepción del Yaguarete Corá: Cabecera del departamento de Concepción en la provincia de Corrientes. Fue posta en la época colonial y cuna del “Tamborcito de Tacuarí”. El 25 de noviembre de 1810, por la intensa lluvia,  Belgrano hizo un alto con sus tropas en ese lugar y en su autobiografía lo menciona como un poblado pequeño.
San Miguel: Belgrano acampó en la estancia Curuzú Laurel (Cruz de Laurel), donde existen varias cruces de esa madera que recuerdan a soldados muertos quizás por alguna peste. El pueblo de San Miguel comenzó a formarse alrededor de 1820 con contingentes de guaraníes emigrados de las misiones del departamento de Candelaria, que se ubicaron en ese lugar por ser jurisdicción de sus estancias de la época jesuítica. Está a orillas de la laguna “Cacique Irá”, en un típico paisaje de esteros.
Loreto: Belgrano acampó frente a la laguna Cañete. Luego, saliendo de Loreto hacia el norte, a 5 km  llegó  a la estancia jesuítica San Juan Poriahú. El pueblo de Loreto comenzó a formarse alrededor de 1817 con contingentes de guaraníes emigrados de los pueblos del departamento de Candelaria, que se ubicaron en ese lugar por ser jurisdicción de sus estancias de la época jesuítica. Es pintoresco con calles de arena, frondosa arboleda y cercos de tacuara; de fuerte tradición chamamecera. Tiene un museo e iglesia con imaginería jesuítica.
San Gerónimo: Belgrano consigna el arribo a esta capilla y puesto jesuítico: 
```
“...llegamos a dicho punto de San Gerónimo sufriendo inmensos aguaceros, sin tener una sola tienda de campaña ni aun para guardar las armas”
. (Belgrano, 2003, p.16) 
```

Rincón Santa María y Apipé: Belgrano llegó a la estancia Santa María el 3 de diciembre de 1810 y permaneció allí hasta el 14 de ese mes:
```
“...nos encaminábamos al paso de Ibaricary, habiendo yo formado la idea de atravesar a la isla célebre, nombrada Apipé, para de allí pasar a San Cosme, según los informes que me habían dado los baqueanos. No encontré más que una canoa y me propuse hacer botes de cuero para vencer la dificultad, en la estancia de Santa María de la Candelaria, y yo dije entonces Santa María la Mayor, por haber visto así el título en el altar Mayor”
. (Belgrano 2003, p. 16)
```

Caraguatay: Desde la estancia Santa María se puso en contacto con personas que construían una embarcación en Caraguatay:
```
“Mientras estaba en los trabajos de los botes de cuero, tuve noticias de que en Caraguatá había unos europeos construyendo un barco, y que se había salvado el bote del fuego con que los paraguayos devoraron cuanto buque pequeño y canoas había hacia aquella parte de la costa Sur del Paraná, con el intento de quitarnos todo auxilio. El que construía el barco era un don José, gallego de nación pero de muy buenas luces, adicto a nuestra causa... me acompañó a la Candelaria y anduvo en toda la expedición conmigo hasta que ya no fue necesario”
. (Belgrano, 2003, p. 17)
```

Costa de Posadas: Se decidió avanzar con las tropas por tierra y una partida por el río que pasó frente a la costa de la actual Posadas: 
```
"...formé una escuadrilla cuya capitana era el bote, y la hice subir hacia Candelaria, al mando del expresado mayor general, con gente armada de toda confianza, pues debía pasar por frente de Itapúa, donde tenían los paraguayos toda o la mayor parte de la fuerza que debía impedirnos el paso hacía aquella parte..."
 (Belgrano, 2003, p. 17)
```

Garupá: el 14 de diciembre de 1810  llegó al paso por donde debía cruzar el arroyo:
```
"...vine a pasar, a la noche, al campamento de Igarupá, donde se me reunió ayer mañana toda la gente, y di principio a pasar; pero la corriente rapidísima del arroyo y lo mucho que había crecido, impidió el pasaje, y ha sido indispensable dejarlo hasta hoy, para dar tiempo al desagüe, y que se pueda ejecutar el vado sin peligro"
 (Oficio a la Junta 16-12-1810). (Museo Mitre, 1914, TIII, pp. 139-140)
```

Candelaria: Misión guaraní-jesuítica fundada en 1627 por Roque González de Santa Cruz en el Tape; destruida y refundada en 1628 tuvo dos traslados antes de su emplazamiento definitivo en 1665. Fue sede del Superior de los 30 pueblos y centro administrativo. La ciudad actual conserva vestigios de la reducción, partes de algunos edificios con muros en pie.
Una división de las fuerzas terrestres de Belgrano y la escuadrilla arribaron el mismo día: 
```
 
“Casi a un mismo tiempo llegamos a Candelaria unos y otros, el 15 de diciembre, después de haber sufrido inmensos trabajos, por las aguas y escaseces, y particularmente los que subieron por agua, por tener que trabajar contra la corriente y no hallar ni arbitrio para hacer su comida, por la continuada lluvia”
. (Belgrano, 2003, p. 17)
```

En Candelaria se preparó todo y a partir de las 2 horas de la madrugada del 19 de diciembre, se realizó el cruce del Paraná hacia Campichuelo. Comenzó entonces la acción militar y diplomática en suelo paraguayo.
Campichuelo: Belgrano consigna que desde Candelaria divisaban la guardia de Campichuelo:
```
“El Paraná en Candelaria, tiene novecientas varas de ancho, pero tiene un caudal grande de aguas y es casi preciso andar muy cerca de legua por ambas costas, para ir a desembocar en el expresado Campichuelo. Frente al puerto donde teníamos las balsas había una guardia avanzada, que así la veíamos como ellos a nosotros”
. (Belgrano, 2003, p. 18)
```

Tacuarí: en este campamento, el 30 de diciembre de 1810 Belgrano expidió el Reglamento para el régimen administrativo y reforma de los Pueblos de Misiones. Belgrano y el Reglamento para el Régimen Político y Administrativo y Reforma de los 30 Pueblos de las Misiones - El Historiador

### Camino de regreso desde Candelaria a la Banda Oriental
Las derrotas de Paraguarí (19-1-1811) y Tacuarí (9-3-1811) comprometieron la situación de las tropas patriotas y Belgrano organizó la retirada.

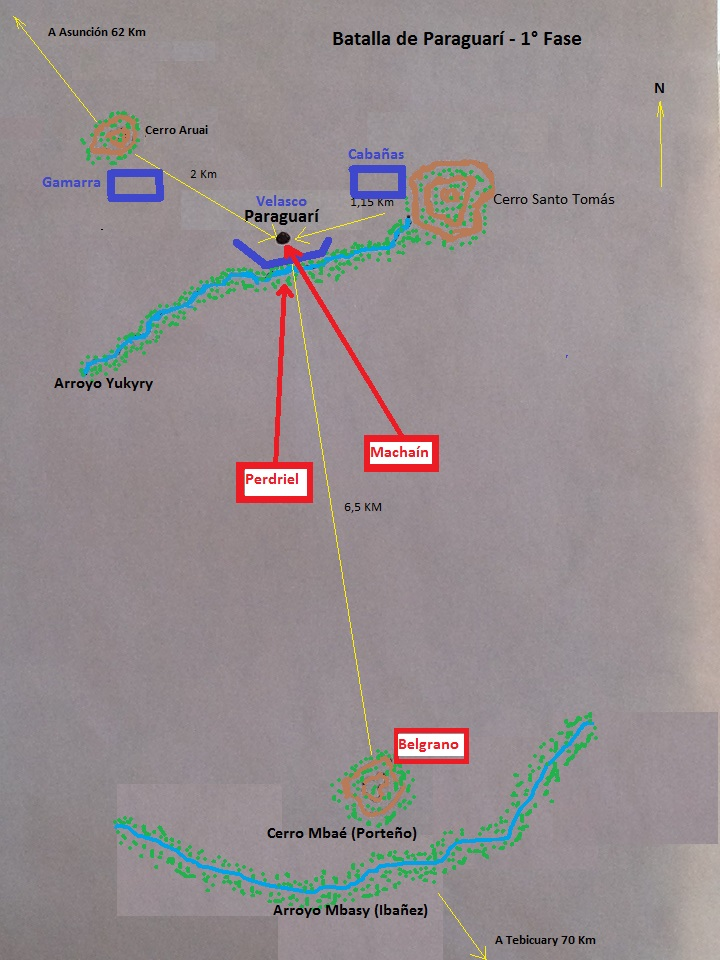
Batalla de Paraguarí.Primera fase.
Rojo: fuerzas de Belgrano.
Azul: fuerzas de Velasco

Puerto San José (hoy Posadas): Para retirarse del Paraguay dispuso despejar el puerto de San José donde había enemigos:
```
“Los botes que según parte de este amanecer he recibido de Rocamora, se hallan al frente de Itapúa, en el puerto de San José, donde me avisa Perdriel, conforme a noticias que adquirió el capitán Artigas en Candelaria, que hay enemigos...”
 (Oficio a la Junta 13-2-1811). Senado de la Nación, 1963, T XIV, p. 12.513.
```

San José es toponímico antiguo de la actual ciudad de Posadas, muy usado en el siglo XIX. 
Candelaria: Belgrano repasó el río Paraná hacia Candelaria. Estando allí, a pesar de la situación tan adversa por las derrotas sufridas, procuró la aplicación del Reglamento que había dictado, y en sus oficios expresaba su preocupación al respecto. El 21 de marzo de 1811 comunicó a la Junta las concesiones comerciales que hizo al Paraguay para atraerlo a la causa, y que las mismas resultaban de la aplicación del Reglamento para los pueblos Misioneros. Estaba empeñado en ejecutarlo y le preocupaba no poder dedicarse personalmente. Por ello, en la carta que le remitió desde Candelaria 26 de marzo de 1811, recomendó a Elías Galván, teniente de gobernador de Corrientes a quien dejó a cargo de Misiones, que aplicara el Reglamento.
Profundidad: Belgrano repasó el río Paraná hacia Candelaria. Desde allí, el 26 de marzo de 1811 marchó rumbo a San José por el antiguo camino jesuítico, que pasaba por el actual pueblo de Profundidad. En la zona se hallaba en esa época la Capilla San Cristóbal, de origen jesuítico, que tenía corrales, potreros para el ganado y un pozo para abastecimiento de agua.
Fachinal: Municipio de la provincia de Misiones que lleva este nombre porque está en una zona con pastos altos y duros e imbricación arbustiva; por ello, su principal actividad económica es la ganadería. El camino que recorrió Belgrano continuaba por Fachinal, zona donde estaba la Capilla San Miguel, de origen jesuítico que, además de contar con la infraestructura típica de las estancias, tenía un yerbal implantado.
Paraje “La Sierrita”: desde Fachinal las fuerzas cruzaron este paraje, donde se ubicaba la capilla San Antonio, de origen jesuítico. En proximidades de ese lugar se halla actualmente la capilla María Auxiliadora, que posee una imagen pintada por el artista Lucas Braulio Areco.
San José: Misión guaraní-jesuítica, fundada en el Tape, tuvo varios traslados hasta su ubicación definitiva (1660), en el Sur de la actual provincia de Misiones. Era un punto estratégico en la comunicación con la costa del Paraná y del Uruguay. En la ciudad actual se conservan relictos significativos de la antigua reducción.
San Carlos: Misión guaraní-jesuítica, que fue fundada en el Tape en 1631 y tuvo otros traslados antes de ubicarse en el lugar definitivo en 1639. La ciudad actual está enteramente emplazada sobre la antigua reducción y conserva importantes relictos de la misma que se pueden observar y recorrer. Al retirarse del Paraguay, desde Candelaria Belgrano informó a Elías Galván que iba hacia San Carlos: 
```
"He  mandado  escolta  competente  para  la  carreta  que  conduce Escalante, y ordenádole  siga  á  San  Carlos  á  encontrarme,  pues  aquí  ya  no  nos  hallará..."
. 26 de marzo de 1811. (Museo Mitre, 1914, TIII, pp. 217-219).
```

San Alonso: La capilla de San Alonso era una posta importante en el camino de San Carlos a Santo Tomé. Fue construida en 1714. Era puesto de estancia y además del oratorio tenía una cárcel provisoria, dependencias para hospedaje de los viajeros, pozo para abastecimiento de agua, un yerbal implantado, corrales y potreros para el ganado. Las construcciones de piedra tacurú han sido objeto de rescate arqueológico y puesta en valor.
Santo Tomé: Misión guaraní-jesuítica fundada en el Tape en 1632, fue reubicada en la margen derecha del río Uruguay en 1638. Belgrano llegó a este pueblo el 31 de marzo de 1811, después continuó hacia el Sur por el camino de la costa del Uruguay. La ciudad actual está emplazada en el mismo sitio de la reducción, de la que se conservan vestigios.
Los Cuay: Luego de Santo Tomé, las tropas de Belgrano hicieron un alto en la zona de Los Cuay. En el Cuay Chico se encontraba el puesto y Capilla de San Antonio. Según tradición oral, allí se celebró una Misa antes de continuar el viaje hacia La Cruz.
La Cruz: Misión guaraní-jesuítica fundada en 1630 con el nombre de Nuestra Señora de la Asunción sobre el Acaraguá; se trasladó aguas abajo hasta Mbororé para enfrentar un gran ataque bandeirante; posteriormente transmigró al Sur, y en 1657 se ubicó en el sitio definitivo. En este pueblo debía devolverse el dinero que  Belgrano había solicitado en Concepción cuando pidió que se entregara al intendente del ejército: 
```
“...el numerario que haya perteneciente a real hacienda en ese pueblo; y en su defecto, del que exista de fondos propios de él u otro ramo; en la firme inteligencia de que será prontamente reintegrado de mayor cantidad de dinero que el Rey tiene hoy en el pueblo de La Cruz”
 (Belgrano a Celedonio del Castillo, 26-3-1811). (Museo Mitre, 1914, TIII, p. 235)
```

La ciudad actual de La Cruz conserva la imagen original de la Virgen de la Asunción de Acaraguá y Mbororé, como así también vestigios de construcciones que se han puesto en valor. 
Yapeyú: Misión guaraní-jesuítica fundada en 1627 por iniciativa del P. Roque González de Santa Cruz. Fue cuna del Libertador General José de San Martín y se conserva parte de su casa. Era la reducción ubicada más al Sur y por lo tanto fue la última que recorrió Belgrano. Luego siguió hacia el Sur y el 9 de abril de 1811 llegó a Concepción del Uruguay. Desde allí cruzó el río hacia Paysandú, continuando hasta Mercedes.

### La posterior llegada de Andresito a Misiones: viejos y nuevos liderazgos
Durante la época de los jesuitas los liderazgos tradicionales guaraníes vivieron una transformación que no solo permitió que se mantuvieran las figuras de los caciques como líderes locales, sino que incrementó su poder. Tras la expulsión de los jesuitas, los cabildos siguieron ocupando un papel fundamental en el manejo local del poder de cada una de las 30 reducciones. De hecho, desplegaron hábilmente estrategias de adaptación que les permitieron sobrevivir como casta dirigente hasta más allá de la revolución, y es por ello que diversos líderes políticos de la época revolucionaria, como Manuel Belgrano y José Gervasio Artigas, buscaron mantener el apoyo de los caciques. Sin embargo, al profundizarse el proceso revolucionario, se fue gestando un nuevo tipo de liderazgo alrededor de la figura de Artigas, vinculado al caudillismo que dominaría las relaciones políticas hasta mediados de la centuria. En el entorno de Artigas, y especialmente en el cuerpo de blandengues, sirvieron numerosos guaraníes, algunos de los cuales llegaron a ser subalternos de plena confianza para el Protector de los Pueblos Libres. El más destacado, indudablemente, fue Andresito.
Andrés Guacurarí y Artigas había emigrado de Misiones siendo muy joven, a fines del siglo XVIII, y se vinculó al entorno de Artigas, la relación entre ambos llegó a ser tan estrecha que el guaraní comenzó incluso a utilizar el apellido Artigas. Por sus dotes de mando y su lealtad, Andresito fue el elegido para ocupar el cargo de Comandante General de Misiones en 1815, retornando entonces a su provincia natal.
Al estar Andrés Guacurarí en la Banda Oriental al momento de producirse la revolución, es imposible que se haya dado un encuentro personal, y ni siquiera epistolar con Belgrano. Su aparición en el escenario político fue muy posterior al paso de Belgrano. El paso del creador de la bandera por Misiones, sin embargo, fue fundamental, porque el artiguismo retomó algunos elementos del reglamento y los resignificó. Así, los corregidores siguieron siendo las autoridades militares locales, aunque ahora subordinadas a la figura de un Comandante General: Andrés Artigas.

### Puesta en valor de la Ruta Belgraniana
Las investigaciones y reflexiones del año belgraniano 2020, despertaron la inquietud de rescatar y poner en valor los lugares de Misiones donde estuvo Belgrano. Comenzó así el trabajo de las siguientes instituciones que conformaron el “Proyecto Ruta Belgraniana”: Secretaría de Estado de Cultura de la Provincia de Misiones; Programa de Extensión Relevamiento y Activación de la Ruta Belgraniana en Misiones, de la Universidad Nacional de Misiones (PROFAE); Junta de Estudios Históricos de Misiones con el Museo Regional Aníbal Cambas; Instituto Belgraniano de las Misiones; Instituto Agrotécnico Salesiano Pascual Gentilini; Proyecto Cachapé Viajero; Municipios de Misiones y de Corrientes. En forma personal se incorporaron al equipo historiadores, docentes y  estudiantes, quienes conjuntamente con los representantes de las instituciones mencionadas trabajaron durante meses en el taller de mapas convocado por el PROFAE para identificar y ubicar los sitios recorridos por Belgrano. El 28 de octubre de 2022 se hizo público el Mapa Interactivo de la Ruta Belgraniana en Misiones.
La Ruta Belgraniana fue declarada de interés por los municipios de Candelaria, Fachinal y Profundidad en la provincia de Misiones, como así también por los municipios de San Carlos, Virasoro y La Cruz de la provincia de Corrientes. El Ministerio de Educación, Ciencia y Tecnología de la Provincia de Misiones lo declaró de interés educativo por Resolución 195, del 22 de agosto de 2022. El 15 de septiembre de 2022, la Honorable Cámara de Representantes de la Provincia de Misiones aprobó la Ley VI-318 que establece la Ruta Belgraniana como trayecto histórico, patrimonial, cultural, natural y turístico.